# Go (bordspel)
Go is een, van origine Oost-Aziatisch, bordspel voor twee spelers. Het zou rond het jaar 2000 voor Christus bedacht zijn en wordt nog steeds in nagenoeg ongewijzigde vorm gespeeld. Het wordt door miljoenen beoefenaars gespeeld in het land van oorsprong, China, en de buurlanden Korea en Japan en daarbuiten. Het woord go (dat zowel op zijn Nederlands als op zijn Engels uitgesproken mag worden) is de Europese versie van de Japanse naam I-Go (Kanji: 囲碁 of 碁). In China heet het spel Weiqi (围棋), in Korea Baduk (바둑). In de genoemde landen is een groot aantal professionals actief.
In Nederland, België en de rest van Europa bestaan veel go-clubs, maar spelers van wereldformaat hebben die tot op heden nog niet voortgebracht.

## Kort overzicht

Eerste 60 zetten van een partij go

Go wordt gespeeld op een bord met 19×19 lijnen die samen 361 kruispunten vormen. Dit is de officiële afmeting van het bord, op een groter of kleiner bord kan het spel ook gespeeld worden. Het spel begint met een leeg bord; beide spelers hebben de beschikking over een voldoende aantal stenen. Gezegd wordt dat een complete set 181 zwarte en 180 witte stenen behoort te bevatten, precies genoeg om het hele bord te bedekken, maar ook dit is van weinig belang. De speler die begint, heeft zwart, zijn tegenstander wit. Om de beurt doet elk van de spelers een zet op het aanvankelijk lege bord door een steen op een nog onbezet kruispunt te plaatsen. Een eenmaal gezette steen kan niet meer verplaatst worden, hoewel hij in het verloop van het spel wel door de tegenstander geslagen kan worden. Het bord wordt dus tijdens het spelen steeds voller. Zetten is niet verplicht; passen is toegestaan. Het spel is afgelopen als geen van de spelers nog een zet wil doen (passen).
Stenen van een kleur die horizontaal of verticaal tegen elkaar liggen, vormen een keten. Een keten kan ook uit een enkele steen bestaan. Een onbezet punt dat horizontaal of verticaal aan een steen van een keten grenst, is een vrijheid van die keten. Een keten moet minstens een vrijheid hebben - een keten zonder vrijheden wordt geslagen, geheel van het bord genomen. Elke steen van een geslagen keten is een winstpunt voor de tegenstander.
Het geval kan zich voordoen dat een speler een zet doet waarbij ketens van beide spelers de laatste vrijheid verliezen. In dat geval wordt de keten van de tegenstander geslagen, waardoor de eigen keten vanzelf vrijheden krijgt en dus op het bord mag blijven.
Een onbezet punt dat aan elke kant aan een steen van dezelfde kleur grenst, heet een oog. De stenen rondom het oog kunnen tot een enkele keten behoren maar ook tot meerdere ketens. De tegenstander kan meestal niet in een oog zetten; de gezette steen zou onmiddellijk geslagen zijn (een zelfmoordzet). Anders is dat als een van de ketens rondom het oog daarmee de laatste vrijheid verliest en geslagen wordt, waarmee de gezette steen blijft leven.
Uit het bovenstaande volgt dat een keten niet geslagen kan worden als hij twee ogen heeft. Dit is een belangrijk principe bij go.

## Speldoel

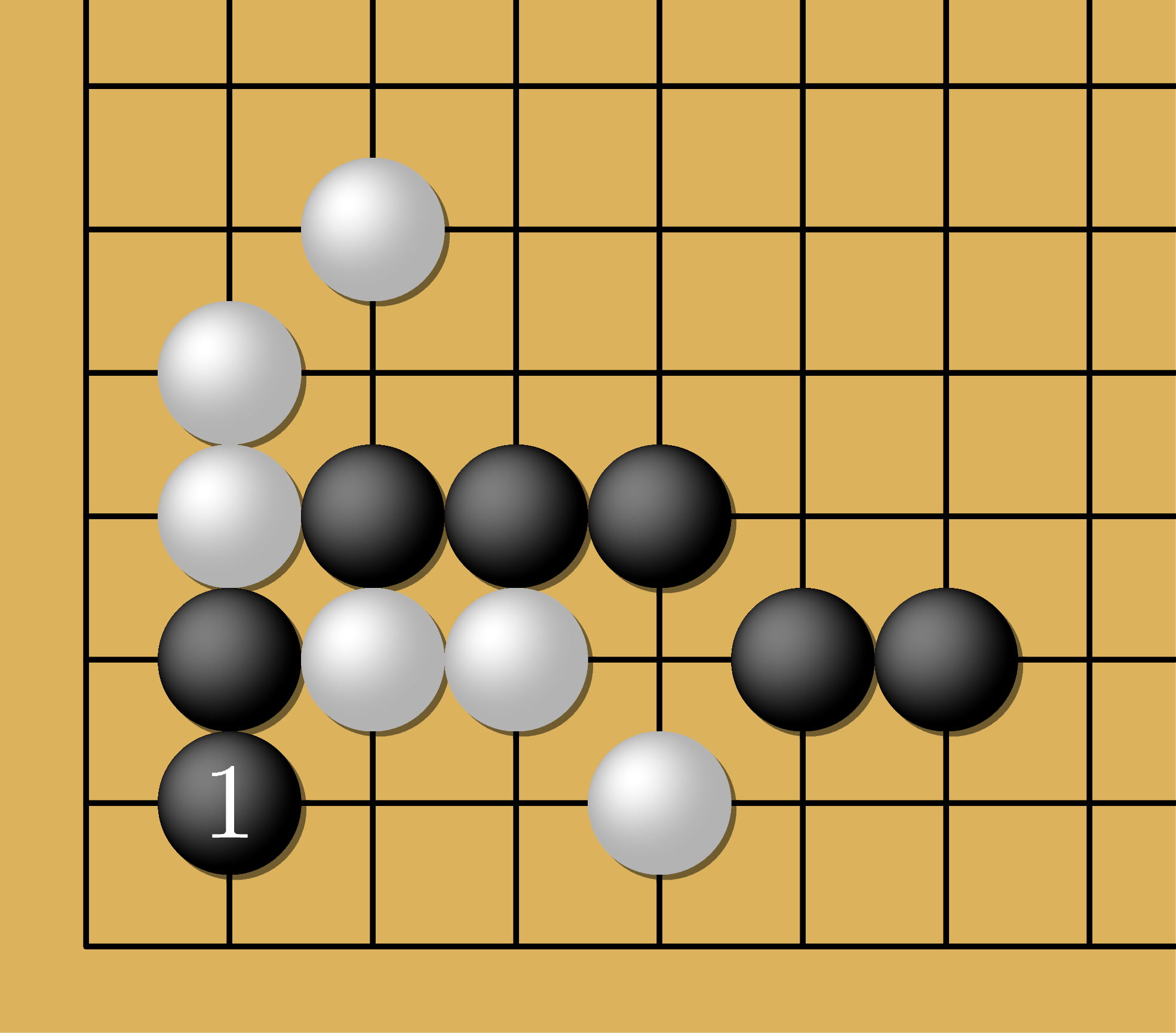
1
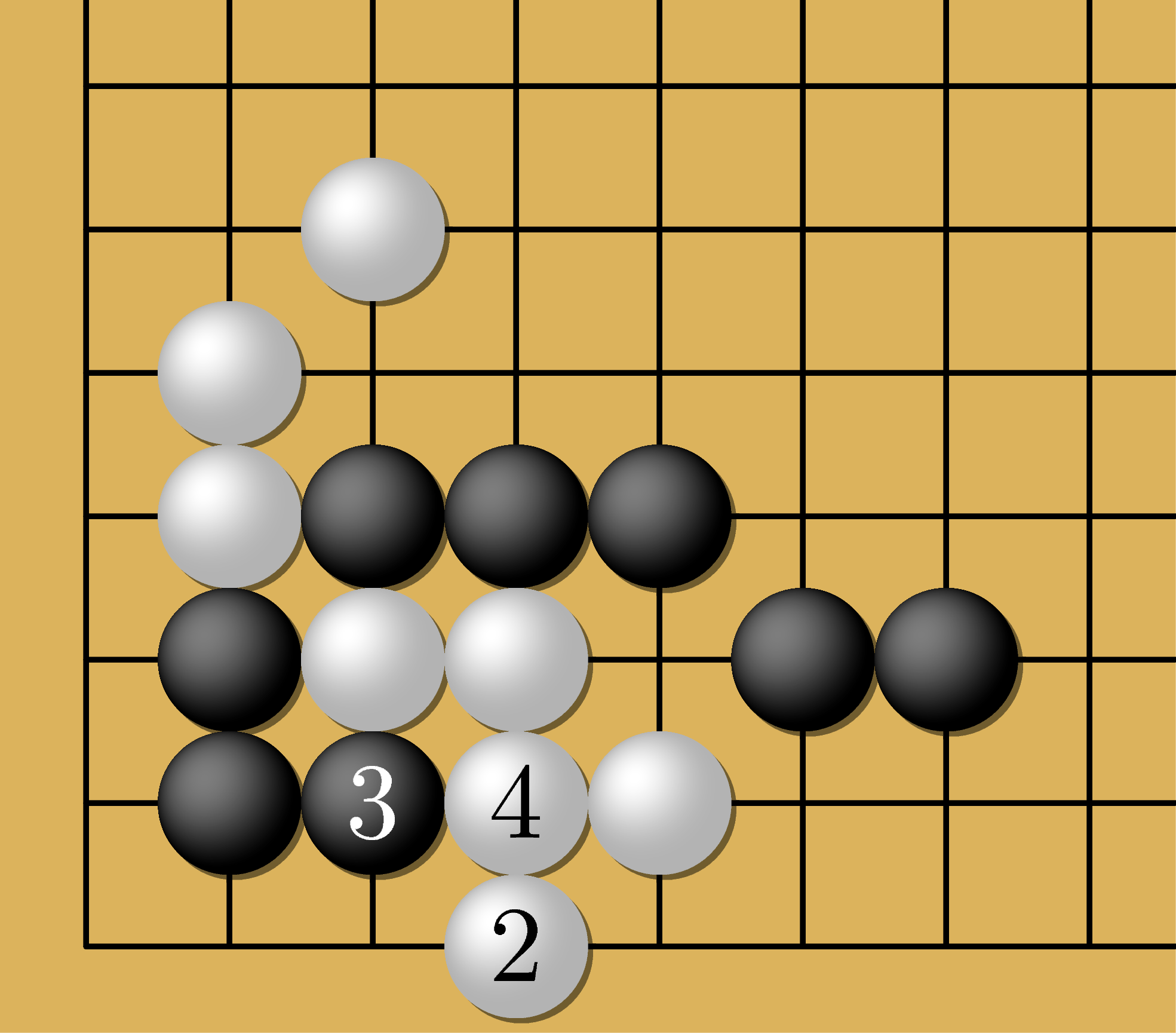
2

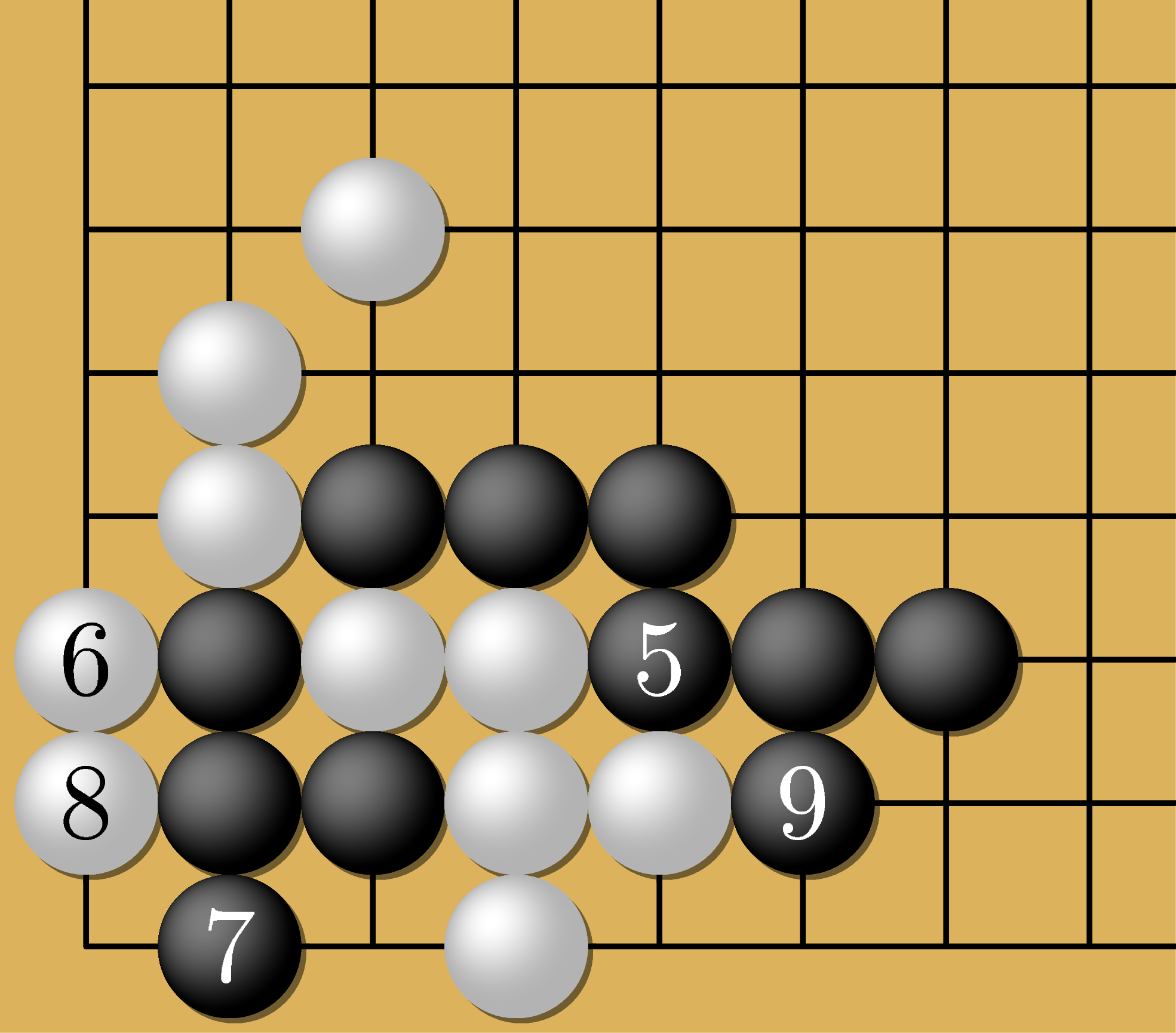
3
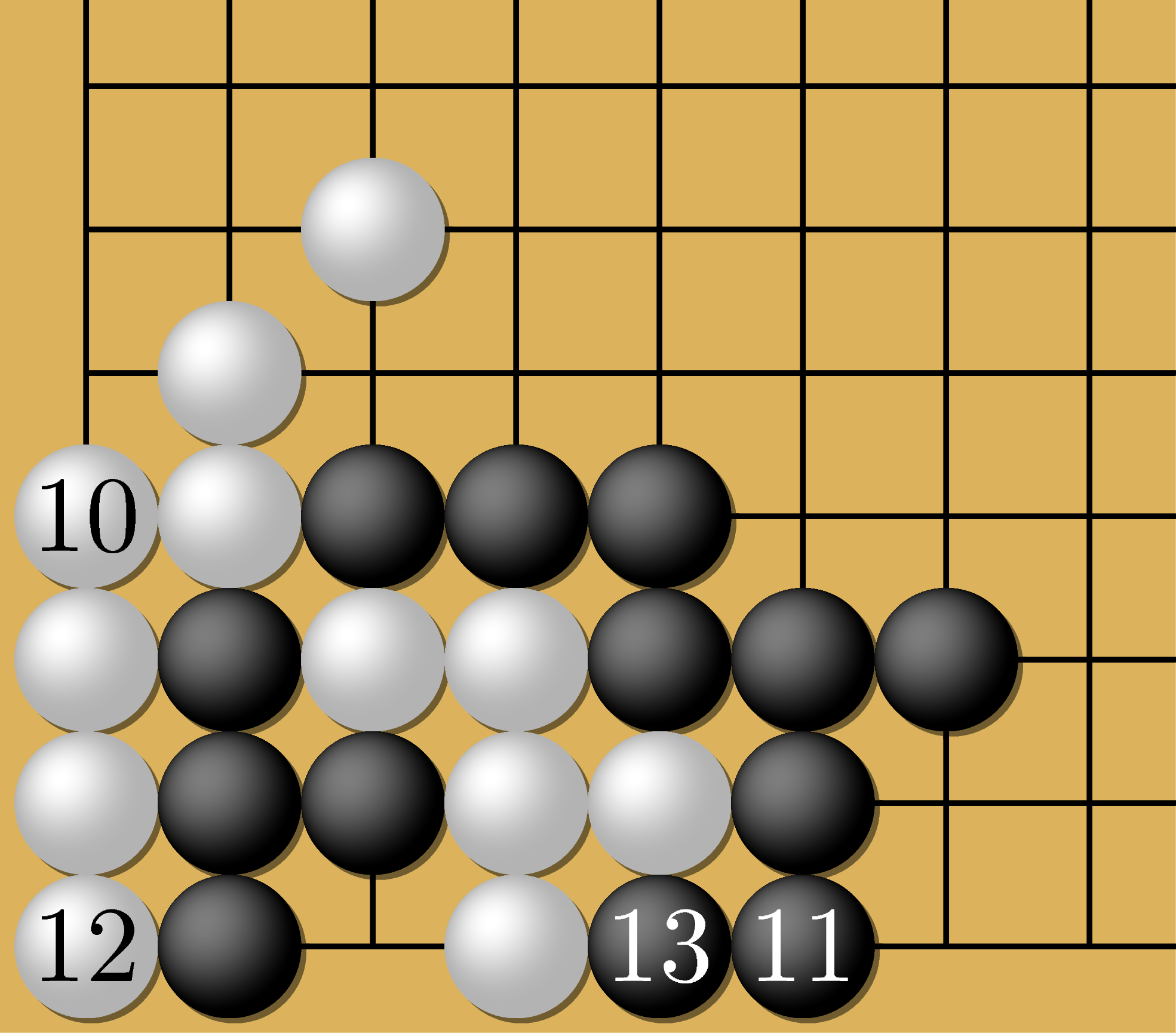
4

Het doel van het spel is gebieden van het bord te veroveren door ze te omsingelen met stenen van de eigen kleur. De rand van het bord vormt een natuurlijke grens. In de hoek zijn dus maar 2 muren van 'eigen' stenen nodig om een gebied af te bakenen en daarom zijn de hoeken de plaatsen die het eerst worden geclaimd door de spelers.
Het spel eindigt op natuurlijke wijze met wederzijds goedvinden, als al het gebied verdeeld is en een nieuwe zet geen voordeel meer op zou leveren. Zet men namelijk in eigen gebied, dan maakt men dit kleiner, zet men in het gebied van de tegenstander dan geeft men hem een gevangene. Zou door zetten in het gebied van de tegenstander een levende groep gemaakt kunnen worden, dan was nog niet alle gebied verdeeld - dit is over het algemeen voor ervaren spelers duidelijk maar kan, indien gewenst door een van beiden, worden uitgevochten.

Voorbeeld van telling: Wit beheerst 15 punten en zwart 20. Als wit 6 stenen gevangen heeft en zwart 4, dan wint zwart met 20 + 4 = 24 tegen 15 + 6 = 21 punten.

De telling vindt aan het einde plaats door voor iedere speler op te tellen:
1. het aantal onbezette punten liggend in eigen gebied;
2. het aantal stenen van de tegenstander dat zich nog in dat gebied bevindt (de eronder liggende kruispunten tellen natuurlijk ook als gebied);
3. de in het verloop van het spel van de tegenstander geslagen en al van het bord genomen stenen.

De witspeler, die het nadeel van de tweede zet heeft, krijgt meestal een kleine compensatie in punten (komi). Tegenwoordig is een komi van 6½ of zelfs 7½ punt gangbaar. Het halve punt dient ertoe om de kans op gelijkspel uit te sluiten. Dit wordt vooral gedaan in toernooien waarbij de organisatie makkelijker wordt als er altijd een winnaar is.
Wie nu de meeste punten heeft wint. De telling zoals hier beschreven is de Japanse telling. In China gebruikt men traditioneel een andere manier van tellen, die echter meestal op hetzelfde neerkomt.

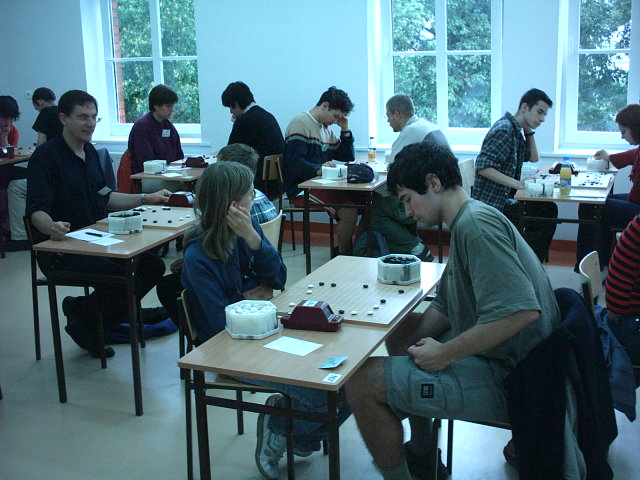
Europees Go Congres juli-augustus 2004 in Polen

## Bespreking
Go is volgens de speltheorie een nulsomspel met volledige informatie, net als schaken, dammen, xiangqi, shogi en mankala. Toeval speelt in het spel geen rol: het verloop ervan wordt volledig door de spelers bepaald. Aan het eind van een partij wordt de balans opgemaakt door de punten te tellen. Dit zou kunnen leiden tot een gelijkspel. Sinds 1970 speelt men daarom vrijwel altijd met komi. Het voorrecht van de eerste zet met zwart wordt daarbij gecompenseerd door wit een aantal punten extra toe te kennen. Door dat aantal punten niet heel te maken wint er altijd iemand. Na een periode met 4½ komi werd de komi steeds hoger omdat zwart nog steeds het voordeel bleek te hebben. Tegenwoordig is de komi 6½ of 7½, afhankelijk van het toernooi. 
Het aantal mogelijke partijen is groter dan het aantal atomen in het heelal. Los daarvan is go een spel, waarbij de stellingwaardering niet met eenvoudige heuristiek kan worden uitgevoerd. Het opmaken van een tussenbalans vergt veel ervaring. Te meer ook omdat het doel niet bestaat uit het elimineren van een stuk, het gaat erom om een beter eindresultaat te boeken dan de tegenstander. Dit weerspiegelt zich in het feit dat go spelen in hoge mate een intuïtieve bezigheid is, waar het de strategie betreft. Bij de strategie zijn het vooral ervaring, het gespeeld hebben van zeer veel partijen en het bestuderen van meester- en grootmeesterpartijen die tot voordeel strekken. In tactische gevechten echter, confrontaties op een klein deel van het bord, is go zeer exact, zettenreeksen moeten nauwkeurig worden berekend en een kleine onnauwkeurigheid kan leiden tot een groot verlies. 
Het voorgaande leidt ertoe dat het verschil tussen sterke en zwakke spelers erg groot is; een speler die maar iets beter is dan een andere, zal over het algemeen consequent bijna alle partijen van die ander winnen. Om toch spannende partijen mogelijk te maken tussen spelers die niet aan elkaar gewaagd zijn, wordt daarom vaak met een voorgift gespeeld waarbij op bepaalde conventioneel bepaalde punten op het bord, de voorgiftpunten, vooraf één tot negen stenen worden geplaatst.

## Speelsterkte
De sterkte van een speler kan bij go vrij goed in maat en getal worden uitgedrukt. Het Japanse systeem gaat uit van dan- en kyugraden voor amateurs. Kyugraden tellen af: een 30e kyu is zwakker dan een 29e kyu. Dangraden tellen op: een 2e dan is sterker dan een 1e dan. Het aantal kyu niveauverschil tussen twee spelers is in principe het aantal stenen voorgift dat de zwakste speler zou moeten krijgen om er weer een evenwichtige partij van te maken.
In Nederland wordt daarnaast een systeem gehanteerd waarbij de sterkte van een speler wordt aangeduid met een getal tussen 4 en 90, dat klasse wordt genoemd. Een absolute beginner wordt gesteld op klasse 90, een tiende kyu klasse 38 of 39, een eerste kyu klasse 20 of 21, een eerste dan klasse 18 of 19, een wereldkampioen ongeveer klasse 4. Kyu- en dangraden omvatten steeds twee klassen.
Voor professionals zijn er weer 9 professionele dangraden, die veel fijner zijn onderverdeeld: alle 9 bewegen ze zich ongeveer op het niveau van wat bij de niet-professionals een amateur 7e of 8e dan zou zijn.
In Europa wordt hiernaast vrij algemeen gebruikgemaakt van de EGF-rating, die op de berekeningsmethode van de ELO-rating is gebaseerd. Een 1e kyu heeft typisch een rating van ongeveer 2000. De Nederlands kampioen, typisch een 5e dan of 6e dan amateur, heeft dan een rating rond de 2500 of 2600. De sterkste professionals komen boven de 2900 uit.
Een redelijk getalenteerd speler die flink oefent, kan in één tot drie jaar een sterkte van 1e kyu bereiken, maar dit is in hoge mate afhankelijk van de hoeveelheid talent en de leeftijd waarop men het spel leert. Er zijn veel spelers die hun leven lang niet sterker worden dan 5e kyu. Graden worden landelijk bijgehouden met behulp van ratingsystemen en dangraden worden toegekend door de bonden op grond van behaalde resultaten tegen spelers van ongeveer vergelijkbare sterkte. De graad van een speler heeft een hoge voorspellende waarde, vooral bij spelers sterker dan zo'n 10e kyu: bij een partij zonder voorgift tussen spelers die slechts 1 graad verschillen zal de sterkere speler ongeveer 2/3 van de partijen winnen. Per kyu verschil is ongeveer 1 steen voorgift nodig om de partij gelijk te maken.

## Go leren
De spelregels van go kunnen op een zeer elegante en beknopte manier worden samengevat in een paar regels. Alle implicaties van die regels zijn niet meteen duidelijk aan de beginnende speler, met name het onderscheid tussen levende en dode groepen, het belang van twee ogen, de regels met betrekking tot herhaling van zetten (ko) en de lokale patstelling (seki). Ook kan op verschillende websites met anderen go gespeeld worden. Een actuele lijst kan worden gevonden via Sensei's Library. 
In ongeveer dertig Nederlandse steden wordt go in clubverband gespeeld. Veel van deze clubs organiseren ook speciale cursussen voor beginners. Op de website van de Nederlandse Go Bond (NGoB) kan men informatie vinden over waar men go kan spelen. In België zijn er clubs in een tiental steden. Ook deze clubs bieden de mogelijkheid om in het go-spel geïntroduceerd te worden. De Belgische Go Federatie biedt informatie over de laatste ontwikkelingen.
De beste manier om te spelen is het onderwerp van een zeer uitgebreide Koreaanse, Japanse en Chinese literatuur. Enkele honderden boeken over speltechnische aspecten van go, zoals de opening, het eindspel, strategie, tactiek en dergelijke zijn vertaald in het Engels. In de westerse go-literatuur en door westerse go-spelers worden veel Japanse woorden gebruikt, zie de termen verderop.

## Geschiedenis

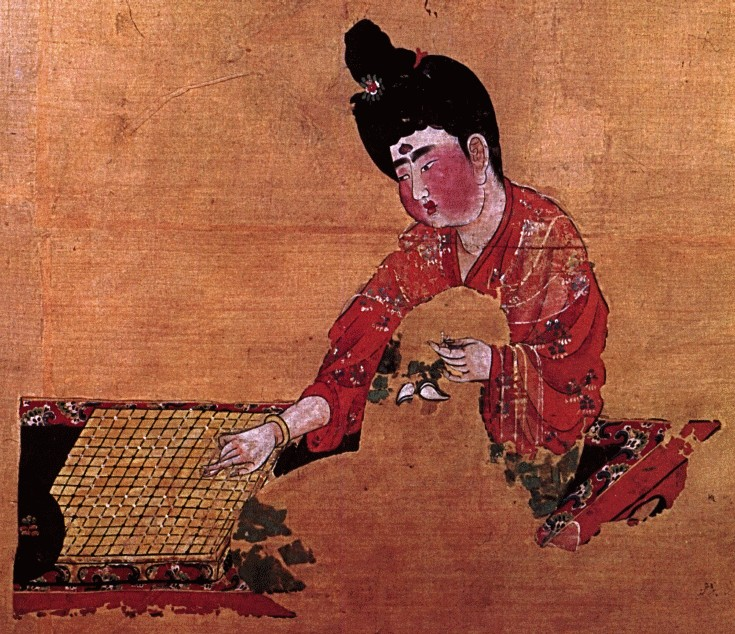
Afbeelding uit de Tang-dynastie

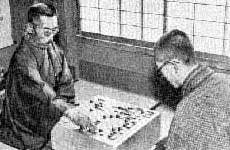
Go Seigen (rechts) kijkt toe als Honinbo Shusai aan zet is (1933)

Go is ontstaan in China, naar wordt beweerd rond 2000 v.Chr. Volgens de legende werd het uitgevonden door keizer Yao om zijn zoon Dan Zhu te onderwijzen. In werkelijkheid vermoedt men dat het uit astrologie is ontstaan: op een bord werden stenen gegooid om de toekomst te voorspellen. De oudst bekende referentie aan het spel is in de leer van Confucius. In een van zijn uitspraken berispt hij mensen die de hele dag eten en nietsdoen. "Er zijn toch ook go-spelers," zegt hij "zelfs dat is beter dan lanterfanten." Na de Sui-dynastie (581–618) werd go een van de Vier Kunsten waarmee een literator zijn vrije tijd doorbracht.
Vanuit China kwam go in de 7e eeuw naar Japan waar het spel vervolgens tot grote bloei kwam. Tot de oudst bekende grote spelers behoort Honinbo Sansa (1559-1623), stichter van de Honinbo go-school. De Edoperiode (ca. 1600-1880) geldt als hoogtij in de go-geschiedenis. Sterke go-spelers stonden in hoog aanzien en werden betaald door de staat. Een instituut vormden de zogenoemde 'castle games'. Er werden partijen gespeeld tussen de sterkste spelers in bijzijn van de shogun (later werd de partij vooraf gespeeld, en slechts in bijzijn van de shogun nagespeeld). Bekende spelers uit deze periode zijn Honinbo Dosaku (1645-1702), die geldt als de uitvinder van de openingstheorie, en Honinbo Shusaku (1829-1862), bekend om zijn score van 19 uit 19 in castle games.
In de twintigste eeuw ging de leiding in de go-wereld over van de traditionele go-huizen naar de nieuwe professionele organisatie, de Nihon Ki-in. In de jaren dertig kwam het Shin Fuseki (nieuwe openingstheorie) op. Grote namen uit deze periode zijn Go Seigen en Kitani Minoru. (Deze laatste speelt een hoofdrol in de roman De Go-meester van Yasunari Kawabata, de Nobelprijswinnaar voor literatuur 1968). In Japan kende go een nieuwe bloeiperiode, maar ook China (vanaf ca. 1980) en Korea (vanaf ca. 1990) bereikten de wereldtop, en tegenwoordig zijn de toppers uit de drie landen vergelijkbaar in sterkte.
In Europa wordt go pas sinds rond 1900 gespeeld, aanvankelijk vooral in Duitsland en Oostenrijk. In de jaren 50 komt er in de vorm van het Europees Go Congres belangrijke internationale competitie. Ook de Nederlandse Go-bond stamt uit deze tijd. In België wordt pas sinds de jaren 80 in structureel verband go beoefend. De Amerikaanse Go-bond is wat ouder: die werd al in 1934 opgericht. De Oostenrijker Manfred Wimmer (1944-1995) werd in 1978 de eerste westerse professional, de Amerikaan Michael Redmond (geboren 1963) werd in 2000 de eerste westerling die de hoogste rang van negende dan bereikte. Beiden deden dat in Japan. Ook Nederland heeft enige malen een Europees kampioen voortgebracht, Rob van Zeijst (1981, 1990, 1993) en Ronald Schlemper (1982, 1985, 1986) hebben de titel beiden herhaaldelijk veroverd, evenals de vrouwelijke speler Guo Juan (1994, 1995, 1996, 1997). Guo heeft het spel echter niet in Nederland geleerd.

## Spelmateriaal

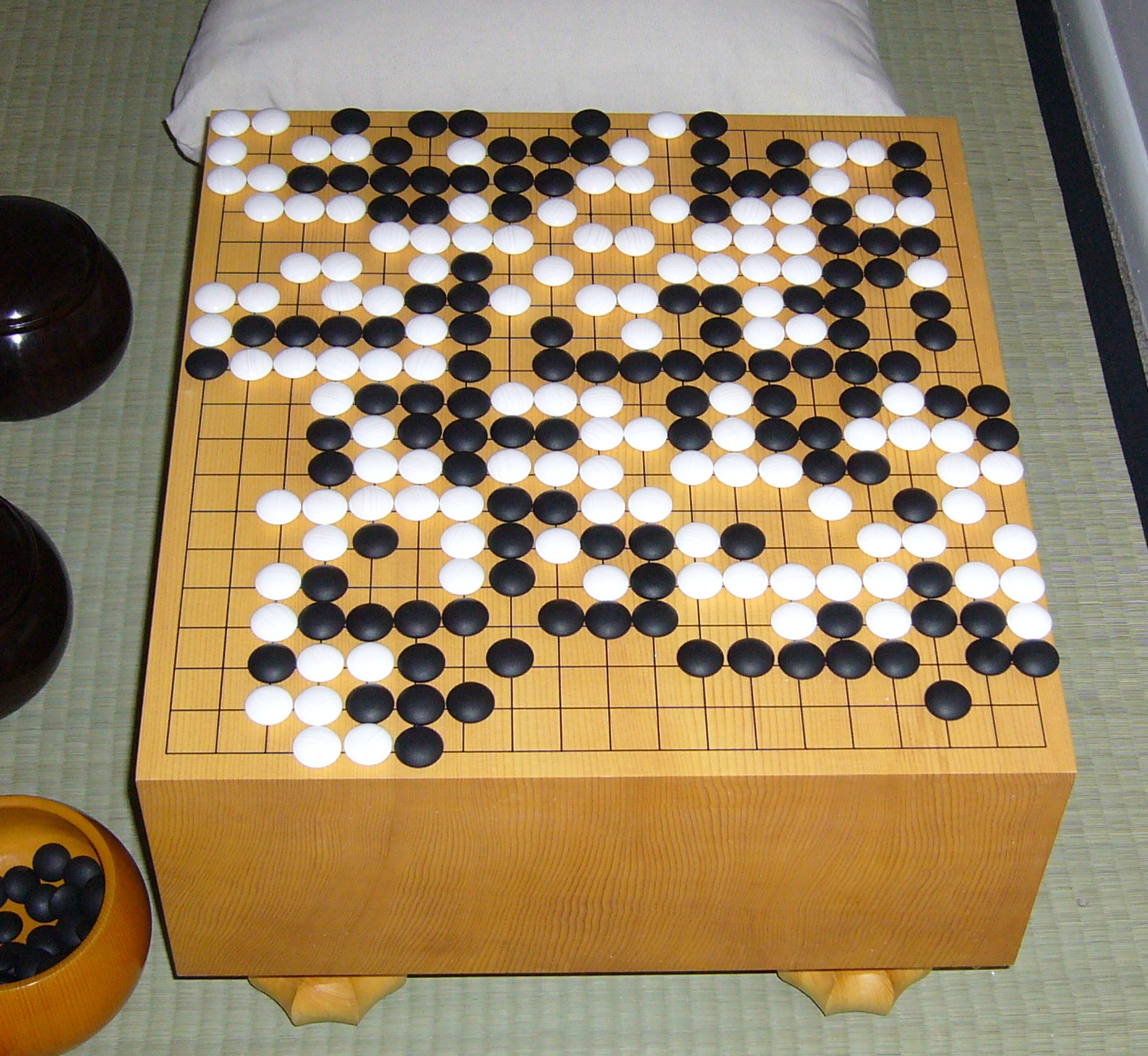
Japans vloerbord en stenen

Het bord is traditioneel niet vierkant, maar ietwat rechthoekig (455 mm × 424 mm) om de schijnbare verkorting vanuit het perspectief van de spelers tegen te gaan. De lange as van het bord wijst naar de spelers. De stenen zijn zo groot dat ze maar net naast elkaar passen over de korte as van het bord.
Het traditionele Japanse spelmateriaal (zoals dat ook door professionele spelers in grote toernooien wordt gebruikt) bestaat uit een massief houten vloerbord gemaakt van Kaja (Torreya nucifera) van 10 tot 20 cm dikte op korte pootjes, witte stenen die uit oesterschelpen zijn geslepen, en zwarte stenen uit leisteen. In Nederland wordt gespeeld met 'Japanse' stenen. Die zijn dubbelzijdig convex. In China worden veelal stenen gebruikt die aan één kant plat zijn en aan de andere kant convex. De witte stenen vertonen vaak een licht streeppatroon aan één kant; deze kant wordt men geacht bij het spelen naar onderen te leggen. De stenen worden opgeborgen in houten schalen, die uit één stuk hout zijn gedraaid. In het westen speelt men meestal aan een tafel en is het bord minder dik (tot zo'n vijf centimeter dik). Een dergelijke set spelmateriaal is behoorlijk duur: afhankelijk van de kwaliteit en de dikte van bord en stenen is men al gauw honderden euro's kwijt. De traditionele Japanse vloerborden van echt Kaja-hout kosten al snel duizenden euro's.
Goedkoper zijn borden van multiplex of plastic met houtfineer en stenen van glas (de witte stenen zijn glanzend en de zwarte zijn dof). Men kan dan voor enkele tientallen euro's een volwaardige set hebben die heel prettig speelt. Plastic stenen zijn nog goedkoper, maar deze spelen bijzonder onprettig, tenzij ze verzwaard zijn. Soms zijn stenen van ander materiaal gemaakt: er zijn ook edelstenen-stenen (jade, onyx, agaat en andere), en in China worden meestal stenen van een speciaal materiaal en volgens een speciaal procedé, genaamd Yunzi, gebruikt.

## Etiquette

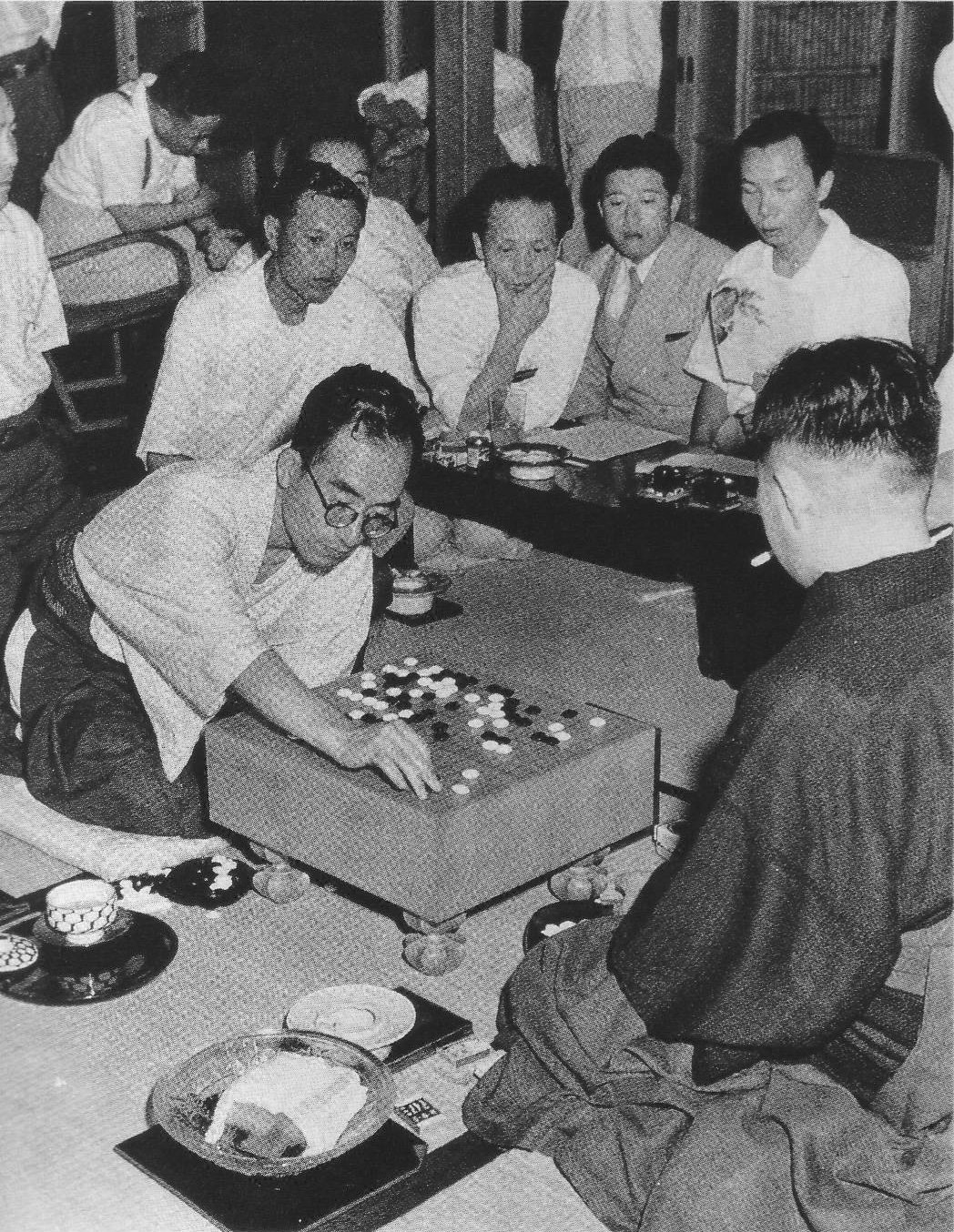
Kaku Takagawa aan analyseert na afloop de partij op een toernooi in 1952

Er zijn bepaalde tradities die niet in de regels staan maar van een zekere wellevendheid getuigen, zoals dat de zwartspeler de eerste zet doet aan de kant van zijn tegenstander. Ook is het niet netjes om onder het spelen commentaar te leveren op de eigen of andermans partij. Een zet die eenmaal losgelaten is moet als gedaan worden beschouwd en mag niet teruggenomen worden. Onder het spelen mag men als de tegenstander aan het denken is deze niet afleiden door onrustig gedrag, geluiden of door met een toeschouwer te gaan praten.

## Termen
Hoewel go oorspronkelijk in China is ontstaan is het spel via Japan bekend geworden in het westen. In de westerse go-literatuur en door westerse go-spelers worden daarom veel Japanse woorden gebruikt om situaties in het spel en kenmerken van stellingen te beschrijven wat het spel een kenmerkend eigen jargon geeft. Enkele van deze termen zijn:
- sente: voorhand, behoud van initiatief
- gote: nahand, verlies van initiatief
- komi: voorgift in punten
- byoyomi: overtijd
- atari: directe bedreiging, met de volgende zet kan de tegenstander een keten slaan
- keima: paardensprong
- damezumari: tekort aan vrijheden
- tenuki: een lokale situatie met rust laten, en ergens anders spelen
- tesuji: verrassende zet met meerwaarde
- joseki: vaak gespeelde sequentie
- fuseki: opening
- yose: eindspel

## Computerprogramma's
Er zijn al langere tijd go-spelende computerprogramma's voor de pc op de markt, gratis exemplaren en commerciële programma's, maar tot voor kort waren die nog niet erg sterk. Zwakke programma's als gnu-go en igowin zijn echter wel nuttig om het spel te leren.
Go is lange tijd een uitdaging gebleven voor computerprogramma's. Waar een schaakcomputer al in 1996 de regerend wereldkampioen kon verslaan, Deep Blue van IBM tegen Gary Kasparov, is men met go pas in 2015 beland op een punt dat software ontwikkeld door DeepMind (en gekocht door Google) in staat was om de regerend Europees kampioen te verslaan. Omdat die programma's zichzelf hebben leren spelen, wordt hierbij gesproken van kunstmatige intelligentie.
Zoals bij alle deterministische spellen zou een voldoende krachtige computer in theorie alle mogelijke partijen vooraf kunnen berekenen en zo een optimale strategie voor beide spelers kunnen vinden. Het aantal mogelijke partijen is daarvoor echter veel te groot, zoals hierboven al is aangegeven. Daarom zijn andere strategieën nodig. Een belangrijke klasse van go-programma's gebruikt op Monte-Carlo gebaseerde methoden om bij iedere zet verschillende willekeurige 'virtuele' voortzettingen van de partij door te rekenen en op grond daarvan de beste volgende zet te kiezen zonder alle mogelijke voortzettingen te hoeven uitrekenen.
Een andere mogelijkheid is het gebruik van kunstmatige neurale netwerken, in het bijzonder deep learning. In het door Google ontwikkelde programma AlphaGo worden specifiek deze technieken gebruikt om het programma in staat te stellen zichzelf een professioneel niveau van go aan te leren. Het programma deed dit door (aanvankelijk) te proberen zetten uit professionele partijen na te bootsen, en daarna partijen tegen zichzelf te spelen om nog sterker te worden. In oktober 2015 versloeg AlphaGo de Europees kampioen go van dat moment, de professional Fan Hui (8e dan amateur, 2e dan prof). Dit werd bekendgemaakt in januari 2016, bij de publicatie van een wetenschappelijk artikel over de technieken die deze prestatie mogelijk maakten. 
In maart 2016 vond een tweekamp van vijf wedstrijden plaats tussen AlphaGo en Lee Se-dol, een Koreaanse 9e dan (professional) en de wereldkampioen van het bordspel.  De wedstrijd werd gespeeld in de Zuid-Koreaanse hoofdstad Seoul en de uitslag was 4-1 voor AlphaGo.
In navolging van het succes van Google's DeepMind hebben ook enkele andere partijen erg sterke computerprogramma's ontwikkeld die professionele spelers uit de wereldtop achter zich laten.